# Nils Berglind
Nils Axel Vilhelm Berglind, född 26 mars 1900 i Stockholm, död 24 oktober 1974 i Stockholm, var en svensk ingenjör och affärsman.
Nils Berglind var son till sadelmakare Axel Berglind och Wilhelmina Kjellén. Han blev fil. mag. 1920 och tog civilingenjörsexamen 1927 på Kungliga Tekniska högskolan i Stockholm. Han anställdes i L M Ericsson och arbetade i Warszawa från 1928 och under andra världskriget. Han var kurir åt Warszawasvenskarna, en grupp som smugglade ut dokument åt  den polska motståndsrörelsen.
Berglind arresterades i Berlin i juli 1942 misstänkt för spioneri, sedan tyska Gestapo hade fått upp spåret på Warszawasvenskarna. Han var 10 juli 1942 på väg till Sverige för semester i ett flygplan från Berlin, men detta tvingades att återvända till flygplatsen Tempelhof, där Gestapo väntade. Han dömdes till döden i juli 1943 i Berlin, men benådades hösten 1944 efter en vädjan av kung Gustav V hos Adolf Hitler, kontakter via Heinrich Himmlers massör Felix Kersten samt som bytesvara i handelsförhandlingar om svenska kullagerleveranser.
Han var från 1934 gift med Karin Margareta Berglind, född Eriksson (1906–1991).